# Carsen Germyn
Carsen Germyn (* 22. Februar 1982 in Campbell River, British Columbia) ist ein ehemaliger kanadischer Eishockeyspieler, der im Verlauf seiner aktiven Karriere zwischen 1998 und 2015 unter anderem annähernd 500 Spiele in der American Hockey League (AHL) auf der Position des rechten Flügelstürmers bestritten hat. Darüber hinaus verbrachte Germyn vier Spielzeiten bei den Straubing Tigers in der Deutschen Eishockey Liga (DEL).

## Karriere

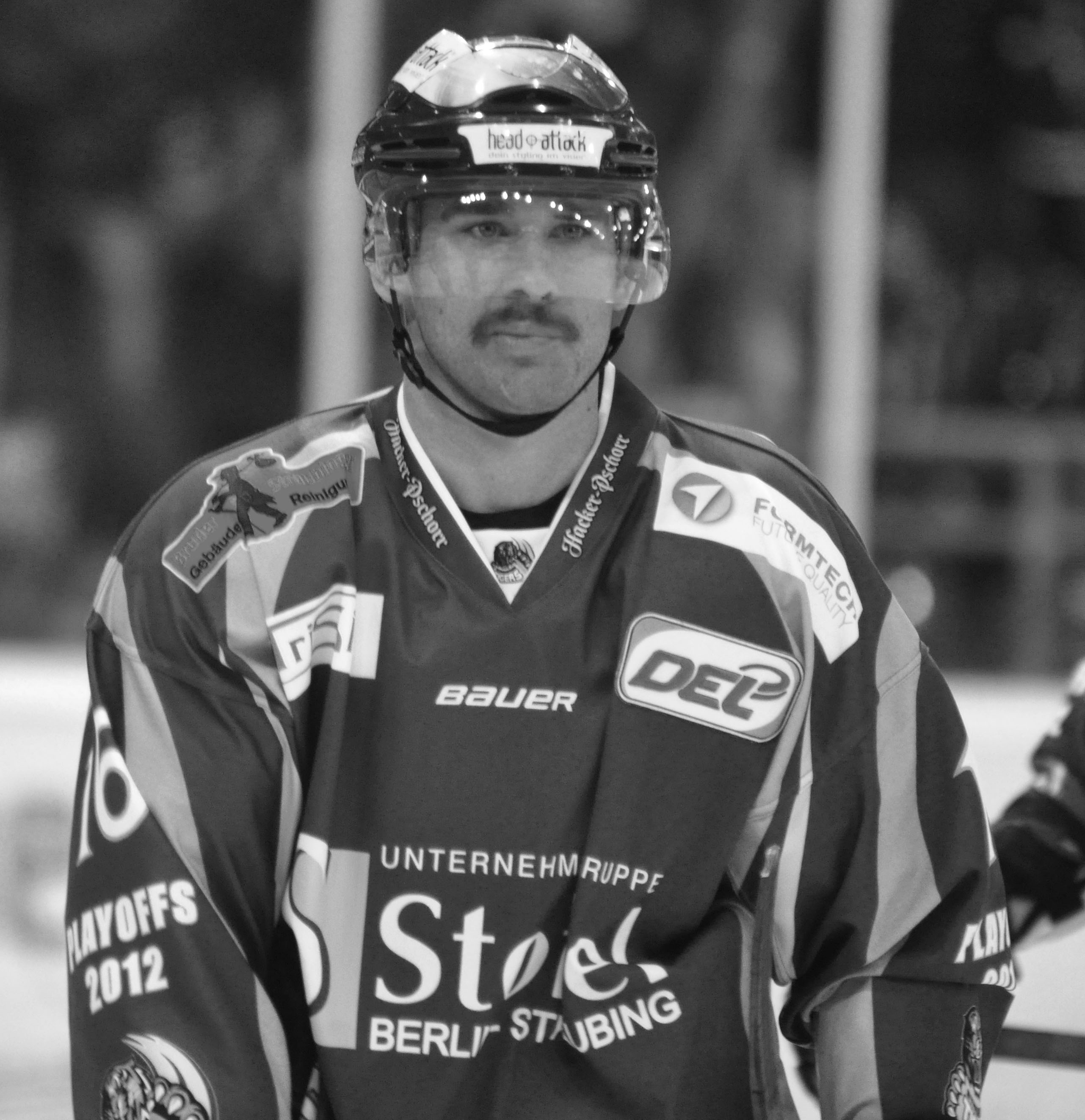
Germyn im Trikot der Straubing Tigers (2012)

Carsen Germyn spielte von 1998 bis 2003 fünf Jahre in der Western Hockey League (WHL). Zunächst war er für die Kelowna Rockets aktiv, während der Saison 2001/02 wechselte der Stürmer zu den Red Deer Rebels. Mit den Rebels erreichte er in den Jahren 2002 und 2003 jeweils das Playoff-Finale. Für die Saison 2003/04 wurde Germyn von den Norfolk Admirals aus der American Hockey League (AHL) verpflichtet. Im Juli 2004 nahmen die Calgary Flames aus der National Hockey League (NHL) den Flügelstürmer unter Vertrag. Die Saison 2004/05 verbrachte Germyn bei den Lowell Lock Monsters, die in dieser Saison als Farmteam der Flames fungierten. Die folgenden beiden Spielzeiten stand er im Kader der Omaha Ak-Sar-Ben Knights, zudem absolvierte der Rechtsschütze in den Spieljahren 2005/06 und 2006/07 jeweils zwei Spiele für die Calgary Flames in der NHL.
Das Franchise der Omaha Ak-Sar-Ben Knights existierte nur von 2005 bis 2007, Germyn spielte beide Jahre dort und erzielte die meisten Tore, Vorlagen und Scorerpunkte in der kurzen Geschichte der Knights. Der Außenstürmer folgte dem Umzug des Franchises zu den Quad City Flames, die wie zuvor die Knights in der AHL spielten. Bei Quad City spielte Germyn von 2007 bis 2009 zwei Jahre, bis das Franchise erneut umzog und in Abbotsford Heat umbenannt wurde. In der zweijährigen Geschichte von Quad City ist Germyn Gesamtführender in der Vorlagen- und Scorerpunktestatistik. In der Saison 2009/10 war der Kanadier für die Abbotsford Heat aktiv, ehe er zum EHC Olten in die Schweizer National League B (NLB) wechselte. Germyn erreichte in der Saison 2010/11 51 Punkte in 46 Saisonspielen.
Im Juni 2011 wechselte der Stürmer zu den Straubing Tigers aus der Deutschen Eishockey Liga (DEL), der bestehende Vertrag mit dem EHC Olten wurde aufgelöst.  Um Gehaltskosten zu sparen, lieh ihn der DEL-Klub kurz vor Ende der Spielzeit 2013/14 an den AIK Solna aus, wo er bis Saisonende in der Svenska Hockeyligan (SHL) spielte. Am 10. Oktober 2014 erlitt Germyn im Spiel gegen die Augsburger Panther eine Gehirnerschütterung. Aufgrund der schwerwiegenden Verletzung und der Tatsache, dass es sich bereits um seine vierte Gehirnerschütterung handelte, beendete Carsen Germyn im Jahr 2015 seine Eishockeykarriere.

## Karrierestatistik
(Legende zur Spielerstatistik: Sp oder GP = absolvierte Spiele; T oder G = erzielte Tore; V oder A = erzielte Assists; Pkt oder Pts = erzielte Scorerpunkte; SM oder PIM = erhaltene Strafminuten; +/− = Plus/Minus-Bilanz; PP = erzielte Überzahltore; SH = erzielte Unterzahltore; GW = erzielte Siegtore; 1 Play-downs/Relegation; Kursiv: Statistik nicht vollständig)